# 葡屬維德角
葡屬維德角是葡萄牙帝國的一個殖民地，從1462年有人定居開始成立，直到1975年佛得角獨立。
在葡萄牙人向維德角定居之前，當地沒有居民。
在葡萄牙殖民地戰爭開始及進行期間，在葡屬幾內亞策劃並參與戰爭的人經常將解放幾內亞比索與解放維德角兩個目標聯繫在一起。（例如在1956年，阿米爾卡·卡布拉爾和路易斯·卡布拉爾成立了幾內亞和佛得角非洲独立黨。然而在維德角並未爆發軍事衝突，其獨立最終是和葡萄牙談判達成的。